# Борная кислота

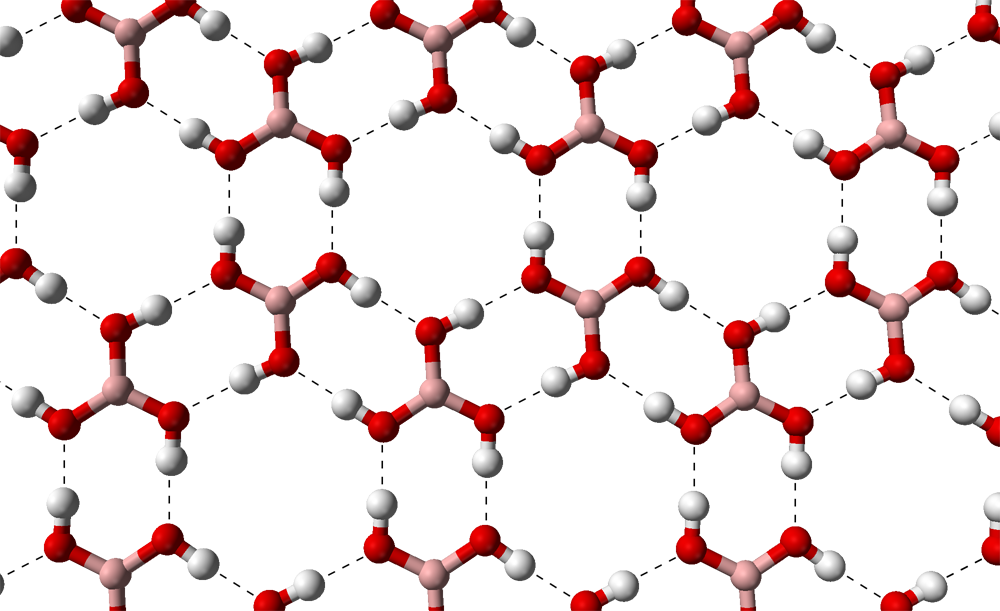
Структура плоского слоя в ортоборной кислоте

Бо́рная кислота́ (от лат. acidum Boricum, о́ртобо́рная кислота, химическая формула — H3BO3 или B(OH)3) — слабая кислородсодержащая неорганическая кислота, отвечающая высшей степени окисления бора (+3). Бесцветное кристаллическое вещество в виде чешуек, без запаха. Имеет слоистую триклинную решётку, в которой молекулы кислоты соединены водородными связями в плоские слои, слои соединены между собой межмолекулярными связями, длина которых составляет 272 пм.
Впервые была получена немецким химиком Вильгельмом Хомбергом в 1702 году.

## История получения
Борная кислота впервые была синтезирована немецким химиком Вильгельмом Хомбергом в 1702 году в результате нагревания минерала буры и  железного купороса и последующей многократной очистки полученного летучего вещества сублимацией. Хомберг описал его действие в качестве успокоительного средства и назвал полученное вещество "летучей седативной купоросной солью" (de sel volatile narcotique du vitriol). Название "седативная соль" (ит. sale sedative) надолго закрепилось за данным веществом, состав которого в то время оставался неизвестным:[p. 489]

.
Антуан Лавуазье и Гитон де Морво ввели для данного соединения термин "борная кислота" (фр. acide borique), отмечая что её остаток, наряду с натрием, входит в состав буры. Состав борной кислоты был установлен в 1808 году вместе с открытием элемента бора независимо в работе Гемфри Дэви и работе Жозефа Луи Гей-Люссака и Луи Жака Тенара. Последние затем в 1811 году получили борную кислоту  исходя из бора в результате его реакции горения  в кислороде с последующим взаимодействием образующегося оксида бора с водой.
Хуберт Франц Хофер  обнаружил борную кислоту в составе воды горячих источников Тосканы в 1778 году. В 1799 году Паоло Масканьи открыл минерал сассолин, содержащий борную кислоту.
В 1818 году Франсуа де Лардерель открыл первое производство по добыче борной кислоты из природных источников Тосканы:[p. 492].

## Нахождение в природе
В природе свободная борная кислота встречается в виде минерала сассолина, в горячих источниках и минеральных водах.

## Физические свойства
Борная кислота — это трёхосновная кислота Льюиса, часто используемая в качестве инсектицида, антисептика, огнезащитного состава, поглотителя нейтронов или предшественника для получения иных химических составов.
При нагревании ортоборная кислота теряет воду и сначала переходит в метаборную кислоту, затем в тетраборную H2B4O7. При дальнейшем нагревании обезвоживается до борного ангидрида.
Водные растворы борной кислоты являются смесью полиборных кислот общей формулы Н3m-2nВmО3m-n.
В природе встречается в виде минерала сассолина.
Расстояние между соседними слоями — 318 пм.

## Химические свойства
Борная кислота проявляет очень слабые кислотные свойства. Она сравнительно мало растворима в воде. Её кислотные свойства обусловлены не отщеплением катиона Н+, а присоединением гидроксильного аниона:
{\displaystyle {\mathsf {B(OH)_{3}+H_{2}O\rightarrow H[B(OH)_{4}]}}}
Ka = 5,8⋅10−10 моль/л; pKa = 9,24.
Она легко вытесняется из растворов своих солей большинством других кислот. Соли её, называемые боратами, производятся обычно от различных полиборных кислот, чаще всего — тетраборной Н2В4О7, которая является значительно более сильной кислотой, чем ортоборная.
Очень слабые признаки амфотерности B(OH)3 проявляет, образуя малоустойчивый гидросульфат бора В(HSO4)3.
При нейтрализации ортоборной кислоты щелочами в водных растворах не образуются ортобораты, содержащие ион (ВО3)3−, поскольку ортобораты гидролизуются практически полностью, вследствие слишком малой константы образования [В(ОН)4]−. В растворе образуются тетрабораты, метабораты или соли других полиборных кислот:
{\displaystyle {\mathsf {2NaOH+4H_{3}BO_{3}\longrightarrow Na_{2}B_{4}O_{7}+7H_{2}O}}}
Избытком щелочи они могут быть переведены в метабораты:
{\displaystyle {\mathsf {2NaOH+Na_{2}B_{4}O_{7}\longrightarrow 4NaBO_{2}+H_{2}O}}}
Мета- и тетрабораты гидролизуются, но в меньшей степени (реакции, обратные приведённым).
В подкисленных водных растворах боратов устанавливаются следующие равновесия:
{\displaystyle {\mathsf {3H[B(OH)_{4}]\rightleftarrows H^{+}+[B_{3}O_{3}(OH)_{4}]^{-}+5H_{2}O}}}
{\displaystyle {\mathsf {[B_{3}O_{3}(OH)_{4}]^{-}+OH^{-}\rightleftarrows [B_{3}O_{3}(OH)_{5}]^{2-}}}}
При нагревании борная кислота растворяет оксиды металлов, образуя соли:
При избытке оксида образуется метаборат кальция:
{\displaystyle {\mathsf {2H_{3}BO_{3}+\ CaO\rightarrow \ 3H_{2}O+\ Ca(BO_{2})_{2}}}}
При недостатке оксида образуется тетраборат кальция:
{\displaystyle {\mathsf {4H_{3}BO_{3}+\ CaO\rightarrow \ 6H_{2}O+\ CaB_{4}O_{7}}}}
Взаимодействует с металлами при нагревании:
{\displaystyle {\mathsf {2Na+\ 2H_{3}BO_{3}\rightarrow \ 2NaBO_{2}+\ 2H_{2}O+\ H_{2}}}}
Термическое разложение борной кислоты происходит в две стадии при медленном нагревании:
{\displaystyle {\mathsf {H_{3}BO_{3}{\xrightarrow[{}]{107,5^{o}C}}HBO_{2}+\ H_{2}O}}}
{\displaystyle {\mathsf {2HBO_{2}{\xrightarrow[{}]{150^{o}C}}B_{2}O_{3}+\ H_{2}O}}}
Со спиртами в присутствии концентрированной серной кислоты образует эфиры:
{\displaystyle {\mathsf {H_{3}BO_{3}+\ 3CH_{3}OH\longrightarrow \ 3H_{2}O+\ B(OCH_{3})_{3}}}}
Серная кислота в данном случае отыгрывает роль водоотбирающего средства, и дополнительно протонирует ортоборатную кислоту для разрушения связей между бором и кислородом.
Образование борнометилового эфира В(ОСН3)3 является качественной реакцией на Н3ВО3 и соли борных кислот, при поджигании борнометиловый эфир горит ярко-зелёным пламенем.

## Получение
Борная кислота может быть получена путём смешения буры (тетрабората натрия) с минеральной кислотой, например, соляной:
{\displaystyle {\mathsf {Na_{2}B_{4}O_{7}\cdot 10H_{2}O+2HCl\rightarrow 4H_{3}BO_{3}+2NaCl+5H_{2}O}}}
Является продуктом гидролиза диборана или тригалогенидов бора:
{\displaystyle {\mathsf {B_{2}H_{6}+6H_{2}O\rightarrow 2H_{3}BO_{3}+6H_{2}}}}
{\displaystyle {\mathsf {BCl_{3}+3H_{2}O\rightarrow H_{3}BO_{3}+3HCl}}}

## Борная кислота в медицине
Борный спирт (от лат. Solutio Acidi borici spirituosa) — раствор борной кислоты в этиловом спирте (как правило, в 70 % этаноле).
Спиртовые растворы борной кислоты в концентрации 0,5 %, 1 %, 2 %, 3 %, 5 % готовятся на 70 % этиловом спирте и применяются в качестве антисептика и как противозудное средство при обтирании здоровых участков кожи вокруг очагов пиодермии, а также в качестве ушных капель.
Борная кислота может быть опасна только при бесконтрольном приёме внутрь. Опасная концентрация в организме человека (а особенно ребёнка) может возникнуть при регулярном применении. Смертельная доза при отравлении пероральным приёмом для взрослого человека составляет 15-20 г, для детей — 4-5 г
.
Борная кислота применяется в медицине с 1860-х годов как антисептическое средство, не раздражающее ран и не имеющее вкуса, запаха и цвета. В современной медицине противомикробная эффективность борной кислоты считается низкой.
Использование борной кислоты в качестве антисептического средства для детей, а также беременных и кормящих женщин было запрещено 2 февраля 1987 года Министерством здравоохранения СССР по рекомендации Фармакологического комитета с формулировкой: «…запретить использование борной кислоты в качестве антисептического средства у детей грудного возраста, а также у женщин в период беременности и лактации в связи с её низкой активностью и высокой токсичностью».

## Применение
- В ядерных реакторах в качестве поглотителя нейтронов, растворённого в теплоносителе ядерного реактора.
- Борное удобрение.
- В лабораториях для приготовления буферных растворов.
- В медицине — как самостоятельное дезинфицирующее средство для взрослых, а также в виде 2%-го раствора — для промывки кожи после попадания щелочей.
- На основе борной кислоты производятся различные комбинированные препараты (группа АТХ D08AD), например паста Теймурова.
- В пленочной фотографии — в составе мелкозернистых проявителей и кислых фиксажей для создания слабой кислотной среды.
- В пищевой промышленности зарегистрирована как пищевая добавка E284 (на территории России эта добавка не входит в список разрешённых к применению[14]).
- В ювелирном деле и пр. технике — как компонент флюсов для твердой (высокотемпературной) пайки, например, борная кислота и бура 1:1.
- В литейном производстве — связующее при кислой футеровке печей, компонент защиты струи от окисления при разливке магниевых сплавов.
- В быту — уничтожение тараканов, муравьёв, клопов.
- В производстве керамики, оптоволокна, стекловолокна, стекла[15],
- В качестве антипирена для защиты древесины,
- В составе электролитов для меднения и никелирования.
- Как люминофор или в качестве компонента люминофора для учебных экспериментов по люминесценции веществ.[16][17][18]

### Комментарии
1. ↑  В соответствии с современными представлениями речь скорее шла о получении метаборной кислоты HBO2, образующейся при дегидратации ортоборной кислоты H3BO3 при нагревании [3]
.